# Ery japońskie
Ery japońskie (jap. 年号 nengō, chin. pinyin niánhào) – nengō, nazwa ery (okresu) lub numer roku, system zapożyczony z Chin, służący w Japonii do rachuby lat. Przykładowo, rok 2017 był rokiem Heisei 29. Natomiast rok 2019, czyli Heisei 31, jest ostatnim rokiem tej ery w związku z abdykacją cesarza Akihito w dniu 30 kwietnia tegoż roku.
Jak inne podobne systemy w Azji Wschodniej, system nazw er wywodzi się oryginalnie z praktyki cesarstwa chińskiego, chociaż system japoński jest niezależny od kalendarzy chińskiego i koreańskiego. W przeciwieństwie do innych systemów, w Japonii nazwy er są nadal w użyciu. Urzędy państwowe zwykle wymagają na dokumentach nazwy ery i kolejnego jej roku.
Niekiedy nazwa ery jest zapisywana pierwszą literą zromanizowanej wersji nazwy. Przykładowo, S55 oznacza Shōwa 55. Licząca 64 lata era Shōwa była jak dotąd najdłuższą erą w historii.

## Omówienie
Ten sposób liczenia lat, sformalizowany w Chinach w 140 p.n.e. przez cesarza Wu, został przyjęty w Japonii w 645 roku n.e. podczas rządów cesarza Kōtoku. Pierwszej erze nadano nazwę Taika (大化), dla uczczenia rewolucyjnych zmian politycznych będących następstwem wielkiej reformy Taika (大化改新, Taika-no kaishin). Pomimo przerwania praktyki nengō w drugiej połowie siódmego wieku, została ona przywrócona w roku 701 i jest stosowana do dziś.

### Historycznenengō
W czasach poprzedzających okres Meiji, nazwy er zależały od decyzji dworskich urzędników i były przedmiotem częstych zmian. Nowe nengō było zwykle ogłaszane w ciągu roku lub dwóch od intronizacji nowego cesarza. Poza zmianami rządzących cesarzy, nowe nengō było wyznaczone w dwóch punktach każdego sześćdziesięcioletniego cyklu (w pierwszym i w pięćdziesiątym ósmym roku), ponieważ zgodnie z zasadami chińskiej astrologii te lata były uważane za pomyślne. Nazwy er były również odnawiane w wyniku innych doniosłych wydarzeń lub katastrof naturalnych.
Nazwy er wskazują na zróżnicowane przyczyny ich przyjęcia. Przykładowo, nengō Wadō (和銅) podczas okresu Nara została ogłoszona w wyniku odkrycia w Japonii złóż miedzi.
Począwszy od okresu Heian, nazwy er zaczęły odzwierciedlać konfucjańskie myśli i idee, na przykład Daidō (大同), Kōnin (弘仁) i Tenchō (天長). Nengō są normalnie zapisywane za pomocą dwóch kanji, z wyjątkiem okresu Nara, gdy niekiedy stosowano cztery kanji na wzór zapisu chińskiego, np.: Tenpyō-kanpō (天平感宝), Tenpyō-shohō (天平勝宝), Tenpyō-hōji (天平宝字) i Tenpyō-jingo (天平神護).
Obecnie w Japonii istnieje 248 nazw er, poczynając od Taika i kończąc na obecnie (2019) trwającej erze Reiwa. Mimo tak dużej liczby nazw, do ich zapisu wykorzystano zaledwie 72 kanji. Spośród nich 30 było zastosowanych tylko raz, a pozostałe powtarzały się w różnych kombinacjach tworząc nowe nazwy er.

### Nengōwe współczesnej Japonii
Od wstąpienia na tron cesarza Meiji (明治天皇, Meiji tennō), przyjęto praktykę zmiany ery wyłącznie w momencie dziedziczenia tronu. Praktyka ta została usankcjonowana prawem w 1979 roku. Wprowadzono też zasadę, według której po śmierci cesarz jest nazywany imieniem ery, która trwała w czasie jego panowania (przykładowo, 124. cesarz, Hirohito (裕仁), jest pośmiertnie znany jako cesarz Shōwa (昭和天皇, Shōwa tennō)).
Zgodnie ze współczesną praktyką, pierwszy rok panowania (元年 gannen) rozpoczyna się natychmiast po wstąpieniu cesarza na tron, ale kończy się zawsze 31 grudnia. Kolejne lata zmieniają się zgodnie z kalendarzem gregoriańskim. Meiji (明治), nengō, której początek ogłoszono w 1868 roku, trwała aż do śmierci cesarza Meiji w 1912. Era Taishō trwała do 25 grudnia 1926, gdy ogłoszono początek ery Shōwa (昭和). Tak więc pierwszy rok ery Shōwa trwał tylko kilka ostatnich dni roku 1926. Po śmierci cesarza Shōwa w 1989, rozpoczęło się panowanie kolejnego cesarza – era Heisei (平成). Rok 1989 jest znany zarówno jako "Shōwa 64", jak i "Heisei Gannen (平成元年)", mimo iż technicznie rzecz biorąc, Shōwa 64 skończył się 7 stycznia wraz ze śmiercią Hirohito.
Mówiąc o panującym cesarzu, nie wymawia się jego imienia, ale używa się formy Tennō-heika (天皇陛下, Jego Cesarska Mość). Nie wolno również nazwać żyjącego cesarza nazwą ery, jak np. obecnie Reiwa. Będzie to bowiem jego imię pośmiertne.

## Tablica przekształceń znengōna lata kalendarza gregoriańskiego
Japońskie kalendarze sprzed 1873 roku wywodziły się z Chin. Japonia przyjęła kalendarz chiński w 645 roku.
Aby przekształcić rok japoński na system zachodni, należy znaleźć rok rozpoczynający nengō (=nazwa ery, lista poniżej). Następnie należy od niego odjąć 1 i dodać liczbę odpowiadającą japońskiemu rokowi. Przykładowo, 23. rok ery Shōwa (Shōwa 23) to rok 1948.
1926 – 1 = 1925, następnie 1925 + 23 = 1948.
- 645 大化 Taika
- 650 白雉 Hakuchi
- 686 朱鳥 Shuchō lub Suchō, Akamitori
- 701 大宝 Taihō lub Daihō
- 704 慶雲 Keiun lub Kyōun
- 708 和銅 Wadō
- 715 霊亀 Reiki
- 717 養老 Yōrō
- 724 神亀 Jinki lub Shinki
- 729 天平 Tenpyō lub Tenbyō, Tenhei
- 749 天平感宝 Tenpyō-kanpō
- 749 天平勝宝 Tenpyō-shōhō
- 757 天平宝字 Tenpyō-hōji
- 765 天平神護 Tenpyō-jingo
- 767 神護景雲 Jingo-keiun
- 770 宝亀 Hōki
- 781 天応 Ten'ō
- 782 延暦 Enryaku
- 806 大同 Daidō
- 810 弘仁 Kōnin
- 824 天長 Tenchō
- 834 承和 Jōwa lub Shōwa
- 848 嘉祥 Kajō
- 851 仁寿 Ninju
- 854 斉衡 Saikō
- 857 天安 Tennan
- 859 貞観 Jōgan
- 877 元慶 Gangyō lub Gankyō, Genkei
- 885 仁和 Ninna
- 889 寛平 Kanpyō
- 898 昌泰 Shōtai
- 901 延喜 Engi
- 923 延長 Enchō
- 931 承平 Jōhei lub Shōhei
- 938 天慶 Tengyō
- 947 天暦 Tenryaku
- 957 天徳 Tentoku
- 961 応和 Ōwa
- 964 康保 Kōhō
- 968 安和 Anna
- 970 天禄 Tenroku
- 973 天延 Ten’en
- 976 貞元 Jōgen
- 978 天元 Tengen
- 983 永観 Eikan
- 985 寛和 Kanna lub Kanwa
- 987 永延 Eien
- 988 永祚 Eiso
- 990 正暦 Shōryaku lub Jōryaku, Shōreki
- 995 長徳 Chōtoku
- 999 長保 Chōhō
- 1004 寛弘 Kankō
- 1012 長和 Chōwa
- 1017 寛仁 Kannin
- 1021 治安 Jian
- 1024 万寿 Manju
- 1028 長元 Chōgen
- 1037 長暦 Chōryaku
- 1040 長久 Chōkyū
- 1044 寛徳 Kantoku
- 1046 永承 Eishō lub Eijō, Yōjō
- 1053 天喜 Tengi
- 1058 康平 Kōhei
- 1065 治暦 Jiryaku
- 1069 延久 Enkyū
- 1074 承保 Jōhō
- 1077 承暦 Jōryaku lub Shōryaku, Shōreki
- 1081 永保 Eihō
- 1084 応徳 Ōtoku
- 1087 寛治 Kanji (era)
- 1094 嘉保 Kahō
- 1096 永長 Eichō
- 1097 承徳 Jōtoku lub Shōtoku
- 1099 康和 Kōwa
- 1104 長治 Chōji
- 1106 嘉承 Kajō lub Kashō, Kasō
- 1108 天仁 Tennin
- 1110 天永 Ten’ei
- 1113 永久 Eikyū
- 1118 元永 Gen’ei
- 1120 保安 Hōan
- 1124 天治 Tenji
- 1126 大治 Daiji lub Taiji
- 1131 天承 Tenshō lub Tenjō
- 1132 長承 Chōshō lub Chōjō
- 1135 保延 Hōen
- 1141 永治 Eiji
- 1142 康治 Kōji
- 1144 天養 Ten’yō
- 1145 久安 Kyūan
- 1151 仁平 Ninpei lub Ninpyō
- 1154 久寿 Kyūju
- 1156 保元 Hōgen
- 1159 平治 Heiji
- 1160 永暦 Eiryaku
- 1161 応保 Ōhō
- 1163 長寛 Chōkan
- 1165 永万 Eiman
- 1166 仁安 Ninnan
- 1169 嘉応 Kaō
- 1171 承安 Jōan lub Jōan
- 1175 安元 Angen
- 1177 治承 Jishō lub Jijō
- 1181 養和 Yōwa
- 1182 寿永 Juei
- 1184 元暦 Genryaku
- 1185 文治 Bunji
- 1190 建久 Kenkyū
- 1199 正治 Shōji
- 1201 建仁 Kennin
- 1204 元久 Genkyū
- 1206 建永 Ken’ei
- 1207 承元 Jōgen
- 1211 建暦 Kenryaku
- 1213 建保 Kenpō
- 1219 承久 Jōkyū lub Shōkyū
- 1222 貞応 Jōō
- 1224 元仁 Gennin
- 1225 嘉禄 Karoku
- 1227 安貞 Antei
- 1229 寛喜 Kanki lub Kangi
- 1232 貞永 Jōei
- 1233 天福 Tenpuku
- 1234 文暦 Bunryaku
- 1235 嘉禎 Katei
- 1238 暦仁 Ryakunin
- 1239 延応 En’ō
- 1240 仁治 Ninji
- 1243 寛元 Kangen
- 1247 宝治 Hōji
- 1249 建長 Kenchō
- 1256 康元 Kōgen
- 1257 正嘉 Shōka
- 1259 正元 Shōgen
- 1260 文応 Bun’ō
- 1261 弘長 Kōcho
- 1264 文永 Bun’ei
- 1275 建治 Kenji
- 1278 弘安 Kōan
- 1288 正応 Shōō
- 1293 永仁 Einin
- 1299 正安 Shōan
- 1302 乾元 Kengen
- 1303 嘉元 Kagen
- 1306 徳治 Tokuji
- 1308 延慶 Enkei lub Enkyō
- 1311 応長 Ōchō
- 1312 正和 Shōwa
- 1317 文保 Bunpō
- 1319 元応 Gen’ō
- 1321 元亨 Genkyō lub Genkō
- 1324 正中 Shōchū
- 1326 嘉暦 Karyaku
- 1329 元徳 Gentoku
- 1331 元弘 Genkō
- 1334 建武 Kenmu

Południowy Dwór
- 1336 延元 Engen
- 1340 興国 Kōkoku
- 1346 正平 Shōhei
- 1370 建徳 Kentoku
- 1372 文中 Bunchū
- 1375 天授 Tenju
- 1381 弘和 Kōwa
- 1384 元中 Genchū (Genchū 9 stał się Meitoku 3 po zjednoczeniu)

Północny Dwór
- 1332 正慶 Shōkei
- 1333 (Północny Dwór nie istniał pomiędzy 1333 i 1336)
- 1338 暦応 Ryakuō
- 1342 康永 Kōei
- 1345 貞和 Jōwa
- 1350 観応 Kan’ō lub Kannō
- 1352 文和 Bunna
- 1356 延文 Enbun
- 1361 康安 Kōan
- 1362 貞治 Jōji
- 1368 応安 Ōan
- 1375 永和 Eiwa
- 1379 康暦 Kōryaku
- 1381 永徳 Eitoku
- 1384 至徳 Shitoku
- 1387 嘉慶 Kakei
- 1389 康応 Kōō
- 1390 明徳 Meitoku

Zjednoczenie
- 1394 応永 Ōei
- 1428 正長 Shōchō
- 1429 永享 Eikyō
- 1441 嘉吉 Kakitsu
- 1444 文安 Bunnan
- 1449 宝徳 Hōtoku
- 1452 享徳 Kyōtoku
- 1455 康正 Kōshō
- 1457 長禄 Chōroku
- 1460 寛正 Kanshō
- 1466 文正 Bunshō
- 1467 応仁 Ōnin
- 1469 文明 Bunmei
- 1487 長享 Chōkyō
- 1489 延徳 Entoku
- 1492 明応 Meiō
- 1501 文亀 Bunki
- 1504 永正 Eishō
- 1521 大永 Daiei
- 1528 享禄 Kyōroku
- 1532 天文 Tenbun lub Tenmon
- 1555 弘治 Kōji
- 1558 永禄 Eiroku
- 1570 元亀 Genki
- 1573 天正 Tenshō – nazwa została zaproponowana przez Odę Nobunagę
- 1592 文禄 Bunroku
- 1596 慶長 Keichō
- 1615 元和 Genna
- 1624 寛永 Kan’ei
- 1644 正保 Shōhō
- 1648 慶安 Keian
- 1652 承応 Jōō
- 1655 明暦 Meireki
- 1658 万治 Manji
- 1661 寛文 Kanbun
- 1673 延宝 Enpō
- 1681 天和 Tenna
- 1684 貞享 Jōkyō
- 1688 元禄 Genroku
- 1704 宝永 Hōei
- 1711 正徳 Shōtoku
- 1716 享保 Kyōhō
- 1736 元文 Genbun
- 1741 寛保 Kanpō
- 1744 延享 Enkyō
- 1748 寛延 Kan’en
- 1751 宝暦 Hōreki
- 1764 明和 Meiwa
- 1772 安永 An’ei
- 1781 天明 Tenmei
- 1789 寛政 Kansei
- 1801 享和 Kyōwa
- 1804 文化 Bunka
- 1818 文政 Bunsei
- 1830 天保 Tenpō
- 1844 弘化 Kōka
- 1848 嘉永 Kaei
- 1854 安政 Ansei
- 1860 万延 Man’en
- 1861 文久 Bunkyū
- 1864 元治 Genji
- 1865 慶応 Keiō
- 1868 明治 Meiji – cesarz Meiji
- 1912 大正 Taishō – cesarz Taishō
- 1926 昭和 Shōwa – cesarz Shōwa
- 1989 平成 Heisei – Akihito, abdykacja 30 kwietnia 2019 roku
- 2019 令和	Reiwa – Naruhito, intronizacja 1 maja 2019 roku

## Nieoficjalny systemshinengō(私年号)
Poza oficjalnym systemem nengō, w opracowaniach z wcześniejszych okresów można spotkać nieoficjalne nazewnictwo używane przez ludność, nazywane shinengō (私年号). Niewiele wiadomo na temat pochodzenia shinengō. Jednakże uczeni zauważyli, że shinengō Hakuhō (白鳳) było w użyciu w latach 673–686, gdy nie ogłoszono oficjalnego nengō. Inne shinengō Hōkō (法興) podobno było używane przez księcia Shōtoku (聖徳太子, Shōtoku Taishi) i jego zwolenników w czasie panowania cesarzowej-władczyni Suiko (推古). Podczas gdy nengō reprezentowało autorytet cesarza, shinengō oferowało alternatywę w erach o podzielonym rządzie (Północny i Południowy Dwór).
Utrzymując charakterystyczny dla systemu nengō sposób liczenia lat od początku, którym jest gannen ery, zaproponowano wprowadzenie rachubę er “Jōmon na potrzeby datowania w archeologii:
| Okres                       | Lata (kalendarz gregoriański) | Lata ery Jōmon  |
| --------------------------- | ----------------------------- | --------------- |
| Jōmon Gannen                | 10000 p.n.e.                  | 1 JE            |
| Zaczątkowy Jōmon            | 10000 – 7500 p.n.e.           | 1 – 2500 JE     |
| Początkowy Jōmon            | 7500 – 4000 p.n.e.            | 2501 – 6000 JE  |
| Wczesny Jōmon               | 4000 – 3000 p.n.e.            | 6001 – 7000 JE  |
| Środkowy Jōmon              | 3000 – 2000 p.n.e.            | 7001 – 8000 JE  |
| Późny Jōmon                 | 2000 – 1000 p.n.e.            | 8001 – 9000 JE  |
| Końcowy Jōmon               | 1000 – 300 p.n.e.             | 9001 – 9700 JE  |
| Założenie Cesarstwa Japonii | 660 p.n.e.                    | 9341 JE         |
| Okres Yayoi                 | 251 p.n.e. – 250 n.e.         | 9750 – 10250 JE |

Rachuba lat Jōmon nie została dotąd oficjalnie zatwierdzona i pozostaje jedynie w notatkach naukowców. Należy jednak zauważyć, że założenia JE są zgodne z inną proponowaną reformą kalendarza, ery holocenu. W obu systemach dzisiejsze lata są uzyskiwane przez proste dodanie 1 przed rokiem.